# Il passeggiatore solitario
Il passeggiatore solitario è un dipinto di Luca Alinari. Eseguito verso il 1990, appartiene alle collezioni d'arte della Fondazione Cariplo.

## Descrizione
L'opera condensa le principali peculiarità della pittura di Alinari: il soggetto fantastico, la vivacità dei colori, la spensieratezza dell'atmosfera e l'uso di tecniche miste.